# 우린같이 영화를보고 소설을읽어
"우린같이 영화를보고 소설을읽어"는 2019년에 제작한 대한민국의 영화이다.

## 캐스팅
- 박종환
- 임선우

## 수상목록
- 제20회 전주국제영화제 (2019년) 한국단편경쟁
- 제45회 서울독립영화제 (2019년) 특별초청 - 단편
- 제18회 미쟝센 단편영화제 (2019년) 사랑에 관한 짧은 필름 부문

## 같이 보기
- 2019년 대한민국의 영화 목록